# Национальный комитет примирения и развития
Национа́льный комите́т примире́ния и разви́тия (фр. Comité national du rassemblement et du développement) — временное правящее переходное военное правительство Гвинейской Республики, созданное после госпереворота в сентябре 2021 года.

## История
Переходное правительство было создано в Гвинее после успешно завершившегося 5 сентября 2021 года госпереворота и последующего ареста президента Альфа Конде. Главой Комитета был назначен подполковник ВС Гвинеи Мамади Думбуя.
В своем телеобращении к народу он заявил о том, что новые власти обязуются победить коррупцию и улучшить качество жизни населения.
Помимо прочего, военные также объявили о роспуске правительства, отмене действия Конституции и закрытии государственных границ на двухнедельный срок.
6 сентября 2021 года границы страны открыты.
7 сентября из тюрем выпущены 79 человек.